# 학교유령
학교유령(일본어: 学校の幽霊)은 일본의 호러 애니메이션이다. 2001년 투니버스 에서 방영 하였다. 실사는 단편 영화로 1995년에 만들어졌다.

## 문제점 및 평가
2화에 나오는 '벽을 기어오르는 소녀'가 나오는 장면에서 선정성이 심해서 에피소드가 삭제되었다. 그리고 너무 자극적인 탓에 일본에서 가장 무서운 애니메이션 학교 괴담 보다 10000배 나 무섭다고 평가 받는다. 일본에서 만든 애니메이션 중에 제일 잔인하고 공포감 높고 자극적 이라고 평가 받는다. 

## 제작진
1화 감독:가시마 노부오
2화 감독:아와이 시게키
3화 감독:야자키 시게루

캐릭터 디자인:키요야마 시게타카, 나카타 마사오, 이시마루 켄이치

음악:히로 코이치

애니메이션 제작:아우벡, JCF

## 화차
1화 
1. 잃어버린 노트
2. 배팅하는 망령
3. 저주받은 여름합숙
4. 수학여행의 밤
5. 하나코씨
6. 붉은눈

2화
이때부터 실사 파트가 등장한다.
1. 벽을 기어오르는 소녀 (애니메이션)
2. 테케테케 와 붕붕 (실사)
3. 철봉에 휘감긴 머리카락 (애니메이션)
4. 콧쿠리씨의 괴롭힘 (애니메이션)
5. 칠해져 버린 령 (실사)
6. 끈적끈적한 소녀가 웃는다 (애니메이션)
7. 슬픈 아버지의 사랑 이야기 (실사)
8. 황색손 (애니메이션)
9. 아기를 안은 령 (애니메이션)
10. 심야의 로커 (실사)
11. 수영장에 가라앉은 소년 (애니메이션)
12. 영원히 이어지는 계단 (실사)
13. 자신의 머리를 차는 령 (애니메이션)
14. 음악실의 령 (실사)

3화
1. 원한의 토끼 (애니메이션)
2. 아카즈노마 (실사)
3. 카마이 타치 (애니메이션)
4. 파묻힌 연못 (실사)
5. 마의 커브미러 (애니메이션)
6. 돌아온 병사 (실사)

4화
1. 죽음을 부르는 인형 (애니메이션)
2. 내 뒤에 (실사)
3. 생명을 구한 동물령 (애니메이션)
4. 배회하는 다리 (실사)
5. 교차점의 소년 (실사)
6. 할아버지의 조깅 (실사)

5화
1. 전교생 (애니)
2. 선로에 서있는 령 (애니메이션)
3. 가짜 영능력 (실사)
4. 고양의의 원념 (애니메이션)
5. 프린트 판타지 (실사)
6화
1. 비오는 날의 마중 (애니메이션)
2. 소풍돌 (실사)
3. 폐사 (애니메이션)
4. 급식 아줌마 (실사)
5. 통학로 (애니메이션)
6. 4시 44분의 공포 (실사)

신편
1. 죽은자의 휴대전화 (애니메이션)
2. 저주의 대본 (애니메이션)
3. 공포의 여름합숙 (애니메이션)
4. 령이 지나는길 (애니메이션)

## 기타
일단 일본에서나 한국에서나 작품에 대해 알고 있는 사람이 드문 편이다. 같은 애니메이션이지만 학교유령은 학교괴담에 비해 인지도가 심하게 낮은 편이다. 사실 학교유령은 위의 내용처럼 애니메이션 및 실사단편으로 구성되어 있지만 학교괴담은 그냥 애니메이션인데다 스토리가 드문 이어지는 것에 비해 학교유령은 옴니버스식인 등 차이가 꽤 있다.
학교괴담은 모든 에피소드에서 요괴를 퇴치 또는 성불하여 이별하든 등장인물 전원이 그래도 매번 무사생존 하는 해피엔딩으로 끝나지만 학교유령은 에피소드마다 사람들이 비극적인 결말을 맞거나 끔찍하게 살해당하는 경우가 적지 않다. 거기다가 끝마무리도 학교괴담에 비해 좀 더 무섭게, 좀 더 찝찝하게 끝내는 경우가 많다. 그래서 그 애니를 본 많은 초등학생들은 밤에 잠을 잘 못 자는 경우가 많았다고 한다.
학교괴담의 경우는 시청률이 꽤 잘 나와 투니버스에서 저녁 7시~12시 30분 등 굉장히 다양한 시간대에 편성하였고 2003년도 즈음에 방영을 시작해 10년 넘게 장수 편성해왔지만 학교유령의 경우 VHS가 쇠퇴하기 시작한 00년대에 발매한 굉장히 불운한 시대의 타이밍과 호러라는 장르 특징상 굉장히 마이너한 관심을 받을 수밖에 없었기도 하다.
후술하겠지만 투니버스에서 방영할 때도 학교괴담과는 다르게 22시를 넘어가는 심야에 주로 편성해 방영하였고 대략 2003년까지 방영하였지만 심야 편성 위주로 채워지다가 2003년에 이루어진 프로그램 대개편과 4차 일본 대중문화 개방을 했던 시기를 기점으로 판권만료로 편성에서 사라졌다.
국내에선 유림엔터테인먼트에서 '체리 재패니메이션' 레이블로 2000년 7월 13일, 우리말 더빙으로 제작해서 VHS 비디오로 출시한 적이 있다. 비디오는 총 3편까지 해서 나왔으며 실사 단편 영화는 빠지고 애니메이션만 모아뒀다. 다만 일부 잔혹하다 싶은 에피소드나 왜색이 짙은 에피소드들은 상당 부분 빠졌다.
이후 투니버스에서 부기팝은 웃지 않는다와 함께 수입해 2001년 7월 26일 심야 11시에 첫 방영을 시작, 위에 서술된 비디오판을 방영해주었지만 주로 심야에 편성해 방영하였고 03년도까지 방영하였지만 스타오션EX, 로도스도 전기, 엘하자드, 총몽등의 애니처럼 새벽 1시 투니버스가 유독 이 시간대에 판권이 곧 만료될 애니들을 주로 편성하였었다. 2003년에 4차 일본문화개방과 프로그램 대개편이 이뤄지고나선 2007년까지 자막판 애니들 위주로 편성.이말은 즉슨 갑자기 방영이 중단될 수도 있다는 말이다.에만 계속 편성되다 판권이 만료되면서 방영이 종료되었다.